# 函館総合建設高等職業訓練校
函館総合建設高等職業訓練校（はこたてそうごうけんせつこうとうしょくぎょうくんれんこう）は、認定職業訓練による職業能力開発校。職業訓練法人函館総合建設訓練協会が運営する。

## 概要
1965年、北海道知事の認可を受けて、函館地区建築大工共同職業訓練所を設立。
1978年、函館総合建設高等職業訓練校に名称を変更。土木施工科・建設設計科を増設。

## 所在地
函館市高盛町19番17号 函館建築工業協同組合内